# Megachile duboulaii
Megachile duboulaii is een vliesvleugelig insect uit de familie Megachilidae. De wetenschappelijke naam van de soort is voor het eerst geldig gepubliceerd in 1865 door Smith.